# Moritz Reichert
Moritz Reichert (Saarbrücken, 15 de março de 1995) é um ex-jogador de vôlei de praia e atualmente jogador de voleibol indoor alemão, com marca de alcance de 336 cm no ataque e 314 cm no bloqueio.

## Carreira

### Clube
Na prática desportiva iniciou no futebol e depois para o voleibol de quadra a exemplo de seus pais e sua irmã, depois ingressou aos oito anos de idade no TV Lebach em 2003 e permaneceu até 2008. Depois foi atleta do TV Bliesen até 2014 e representou o Volleyball-Internat Frankfurt de 2011 a 2014.
Na temporada de 2014-15 atuou pelo VfB Friedrichshafen sagrando-se campeão da Copa da Alemanha e da Bundesliga em 2015, transferindo-se para o United Volleys Rhein-Main no período de 2015 a 2017. Na jornada de 2017-18 atuou no clube francês Tours Volley-Ball sagrando-se campeão da Liga A Francesa e foi repatriado pelo Berlin Recycling Volleys para a temporada 2018-19 conquistando o título nacional.
Em 2020 estreou no voleibol polonês para representar as cores do Trefl Gdańsk, renovando seu contrato no ano seguinte para disputar mais uma temporada pelo clube da voivodia da Pomerânia. Dois anos após retornou ao voleibol francês para defender o Tourcoing Lille Métropole na temporada 2022-23.

### Seleção
Aos 15 de anos de idade estreou nas categorias de base da seleção alemã, sendo capitão na edição do Campeonato Europeu Sub-19 e disputou o Sub-21. Chegou a seleção principal e disputou a Liga Mundial de 2017 e também as edicões de 2018 e 2019 da Liga das Nações.
Em 2022 disputou o primeiro Campeonato Mundial de sua carreira, terminando o torneio na 15ª colocação.

### Voleibol de praia
Em 2013 formou dupla com Clemens Wickler e conquistaram a medalha de ouro na edição do Campeonato Mundial de Vôlei de Praia Sub-19 realizada em Porto e com este jogador sagrou-se campeão do Circuito Alemão Sub-19 e Sub-20.

## Títulos

### Voleibol de quadra
VfB Friedrichshafen
- Campeonato Alemão: 2014-15

- Copa da Alemanha: 2014-15

Tours Volley-Ball
- Campeonato Francês: 2017-18

Berlin Recycling Volleys
- Campeonato Alemão: 2018-19

- Copa da Alemanha: 2019-20

- Supercopa Alemã: 2019

### Voleibol de praia
- Circuito Alemão de Vôlei de Praia Sub-20: 2013
- Circuito Alemão de Vôlei de Praia Sub-19: 2013

## Clubes
| Anos      | Clube                     |
| --------- | ------------------------- |
| 2014–2015 | VfB Friedrichshafen       |
| 2015–2017 | United Volleys Rhein-Main |
| 2017–2018 | Tours Volley-Ball         |
| 2018–2020 | Berlin Recycling Volleys  |
| 2020–2022 | Trefl Gdańsk              |
| 2022–     | Tourcoing Lille Métropole |

## Premiações individuais
- 2013: Melhor Jogador Juvenil Nacional